# HD 47415
HD 47415，又名BD+24 1343，SAO 78596、HR 2439，是一颗恒星，视星等为6.38，位于銀經189.58，銀緯8.5，其B1900.0坐标为赤經6h 33m 23.4s，赤緯+24° 8.5′ 9″。